# Vai (Kreta)
Vai (Grieks: Βάι) is een strand aan de oostkust van het Griekse eiland Kreta, op het noordoostelijke schiereiland Sideros. Het ligt in de buurt van het dorp Palekastro en in de gemeente Sitia. Het strand is bekend vanwege de palmen die er groeien, de Kretenzische dadelpalm (Phoenix theophrasti).
Vai ligt ongeveer 20 kilometer van de plaats Sitia. In de buurt ligt het klooster van Toplou, dat officieel eigenaar is van het palmenstrand. Het strand en het palmenbos waren in de jaren tachtig ernstig vervuild door wildkampeerders, maar sindsdien is het een beschermd gebied en wordt het door de overheid schoongehouden.
Volgens een legende is het unieke bos ontstaan door piraten, die op de plek vruchten hadden weggegooid waaruit de palmen zijn gegroeid. Volgens een andere, erg taaie legende zouden de eerste palmen er in het jaar 824 na Chr. aangeplant zijn door de Arabieren. In werkelijkheid gaat het om een laatste restant van de natuurlijke palmenbossen die in het tweede millennium voor Chr. overal in de kustgebieden van Kreta voorkwamen, zoals ook duidelijk blijkt uit de talrijke afbeeldingen van landschappen uit de Minoïsche tijd.

## Foto's

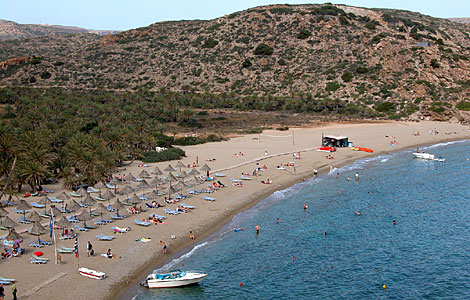
Strand
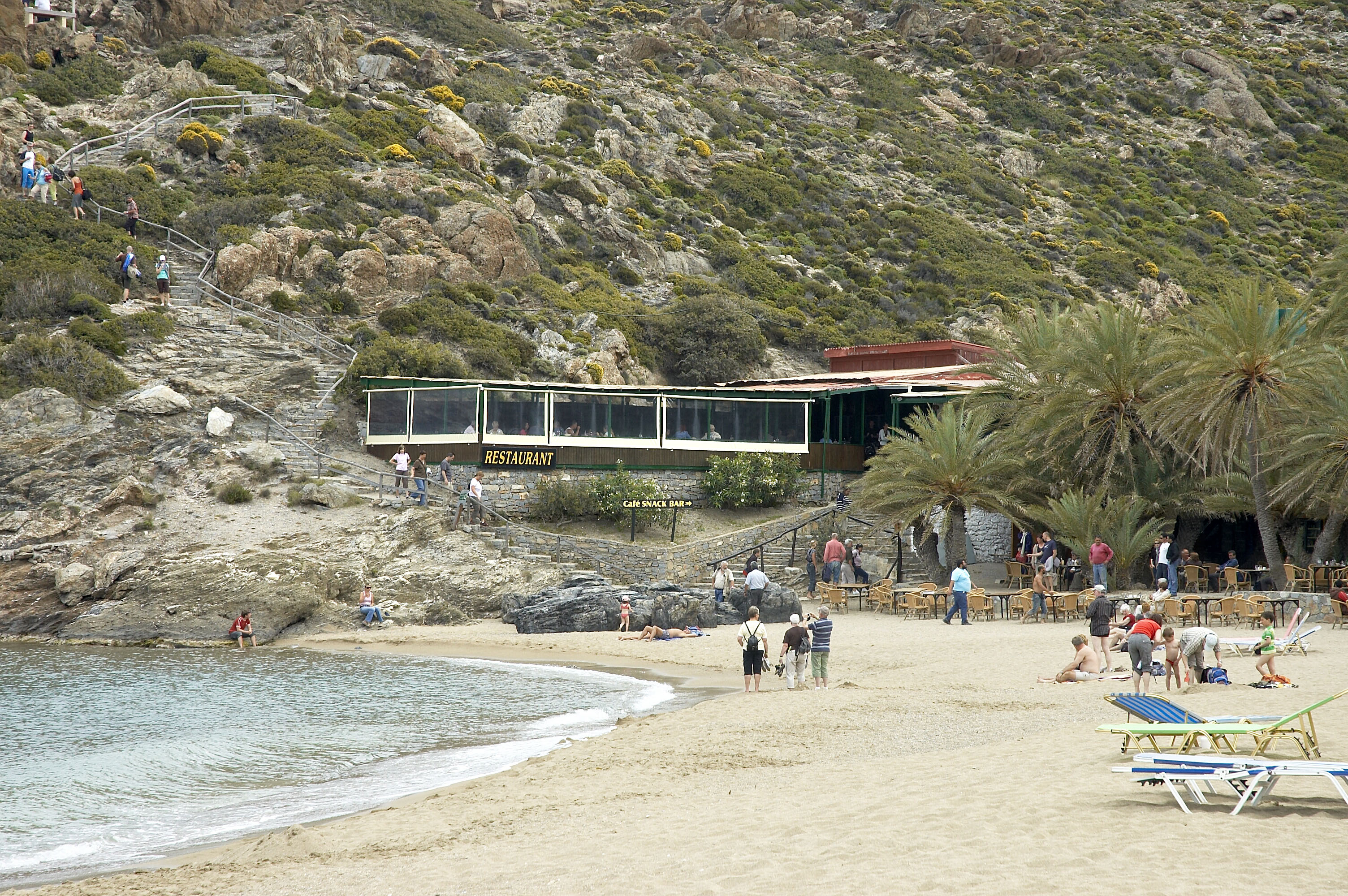
Strand
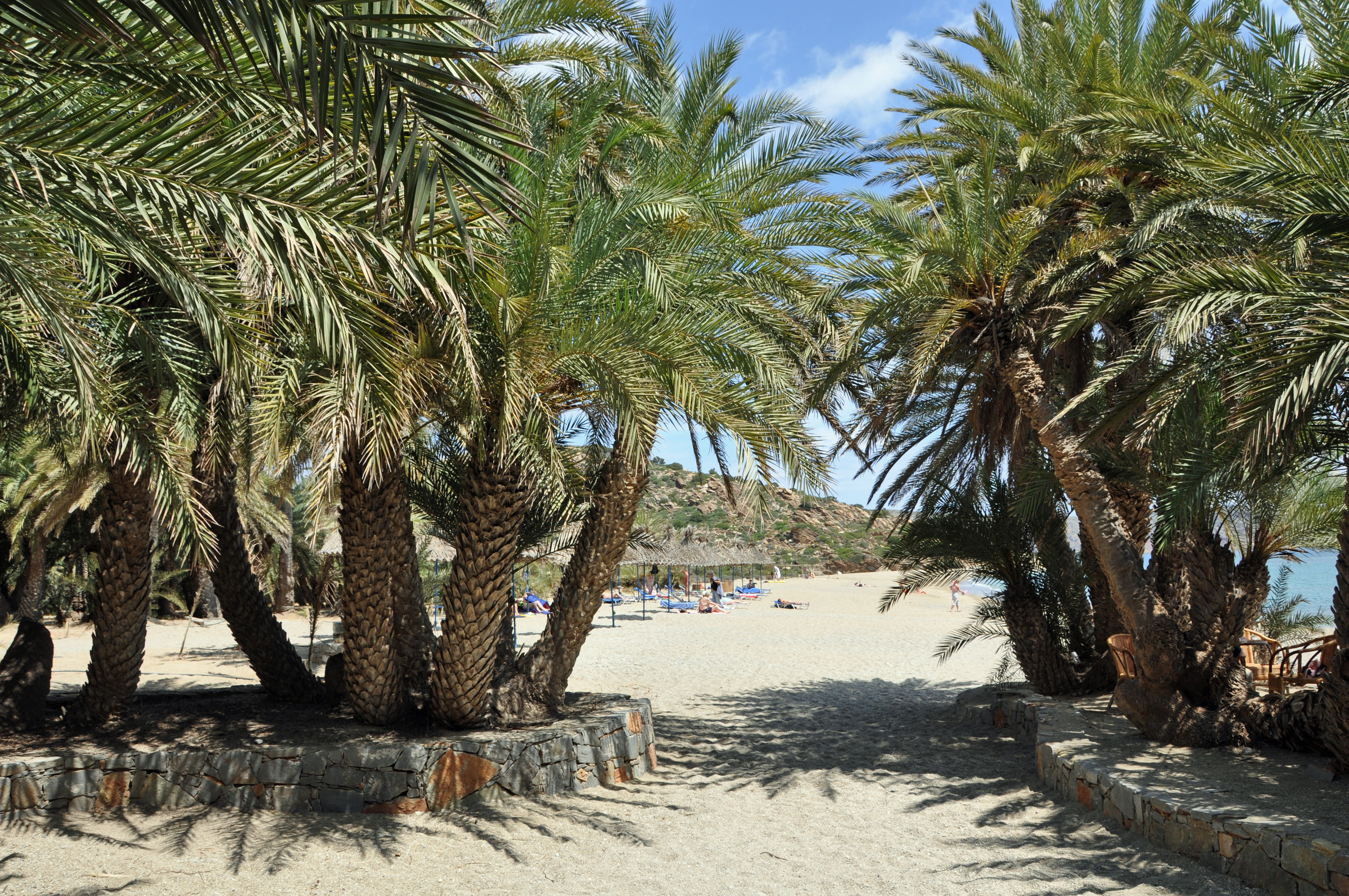
De palmen van Vai
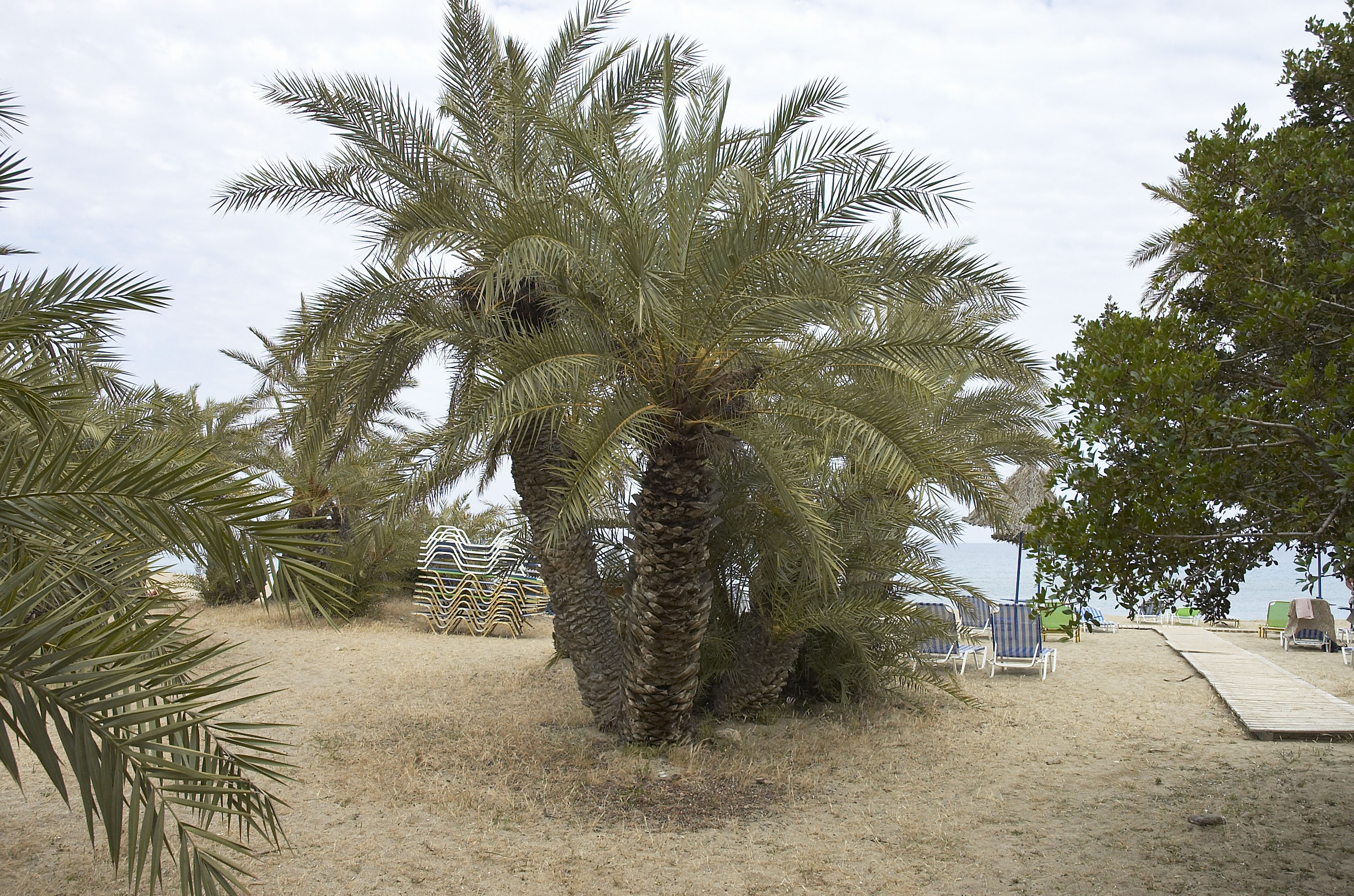
De Kretenzische dadelpalm